# Gyrtona ochreographa
Gyrtona ochreographa är en fjärilsart som beskrevs av George Francis Hampson 1912. Gyrtona ochreographa ingår i släktet Gyrtona och familjen nattflyn. Inga underarter finns listade i Catalogue of Life.